# Kim Jong-chol
Ne doit pas être confondu avec Kim Yong-chol, général nord-coréen
Dans ce nom, le nom de famille, Kim, précède le nom personnel coréen.
Kim Jong-chol (également orthographié Kim Jong-chul), né le 27 septembre 1981, est le deuxième fils de Kim Jong-il et le premier qu'il eut avec l'ex-danseuse Ko Yong-hui. C'est le frère de Kim Jong-un, désigné pour prendre la succession de son père à la tête du pays, et le demi-frère de Kim Jong-nam.
Il a étudié en Suisse à l’international school of Berne (ISB).

## Un successeur potentiel
Selon Kenji Fujimoto, ancien chef cuisinier de Kim Jong-il de 1988 à 2001, Kim Jong-chol serait efféminé et effacé. Selon son père, il n'aurait pas la carrure pour assumer sa succession. Son frère cadet, Kim Jong-un, lui est finalement préféré.
Chol est un fervent admirateur du guitariste britannique Eric Clapton. De nombreuses rumeurs disent que c'est en partie grâce à lui que Kim Jong-il avait invité le blues-rocker anglais à donner une série de concerts en Corée du Nord en 2009.

## Problèmes de santé
Il souffrirait d'un déséquilibre hormonal.